# 멕시코 페소
페소(스페인어: peso, 기호: $; ISO 4217 부호: MXN)는 멕시코의 통화로 1 페소는 100 센타보(centavo)로 나뉜다. 5, 10, 20, 50 센타보, 1, 2, 5, 10, 20 페소 동전과 20, 50, 100, 200, 500, 1000 페소 지폐가 통용된다. 또한 1994년에는 페소화가 크게 하락하면서 가치가 도리어 떨어진 적이 있었다.

## 역사

### 어원

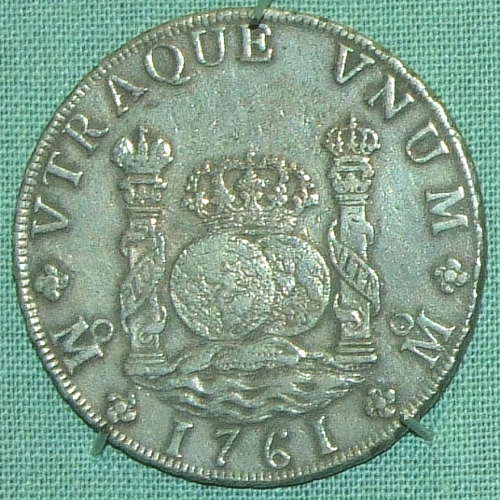
1761년 스페인 달러

그 이름은 페소스 오로 (pesos oro, 금의 무게) 또는 페소스 플라타 (pesos plata, 은의 무게)를 가리키는 말로 처음 사용되었다. 스페인어 단어 peso는 "무게"를 의미한다. 영국 파운드 스털링을 비교해 보아라. 페소스(pesos)를 사용하는 다른 국가는 다음과 같다. 아르헨티나, 칠레, 콜롬비아, 쿠바, 도미니카 공화국, 필리핀,  그리고 우루과이.

## 멕시코 밖에서 사용

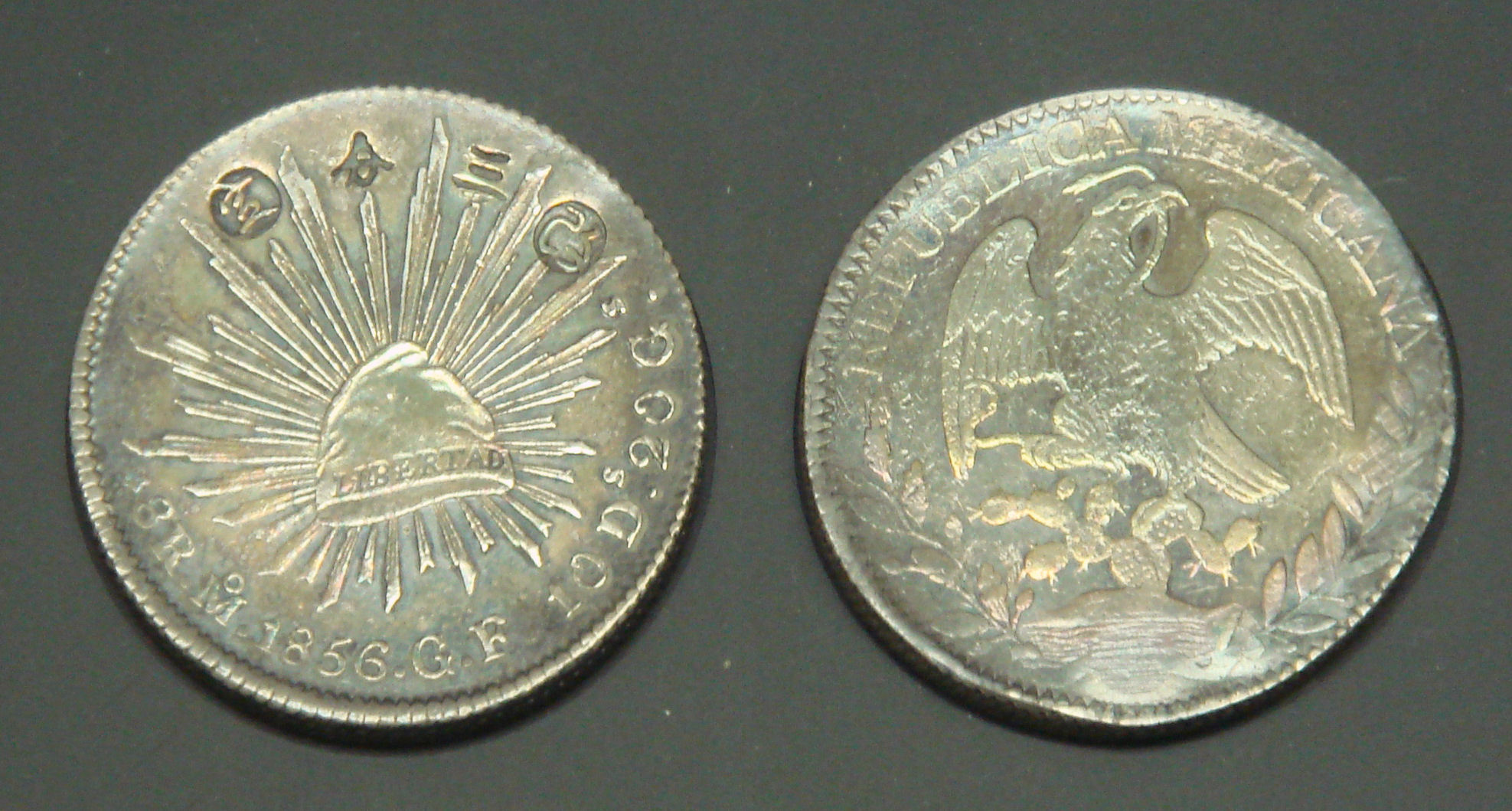
A Mexican dollar used as currency in Tokugawa Japan, countermarked with "Aratame sanbu sadame" (改三分定, fixed to the value of 3 bu).

### 21세기 사용

The exchange rate of Mexican pesos per U.S. dollar since November 1991. Source: Bank of Mexico. latest rates

## 같이 보기
- 현금
- 멕시코의 경제
- 리베르타드
- 페소